# Modesto Cubillas

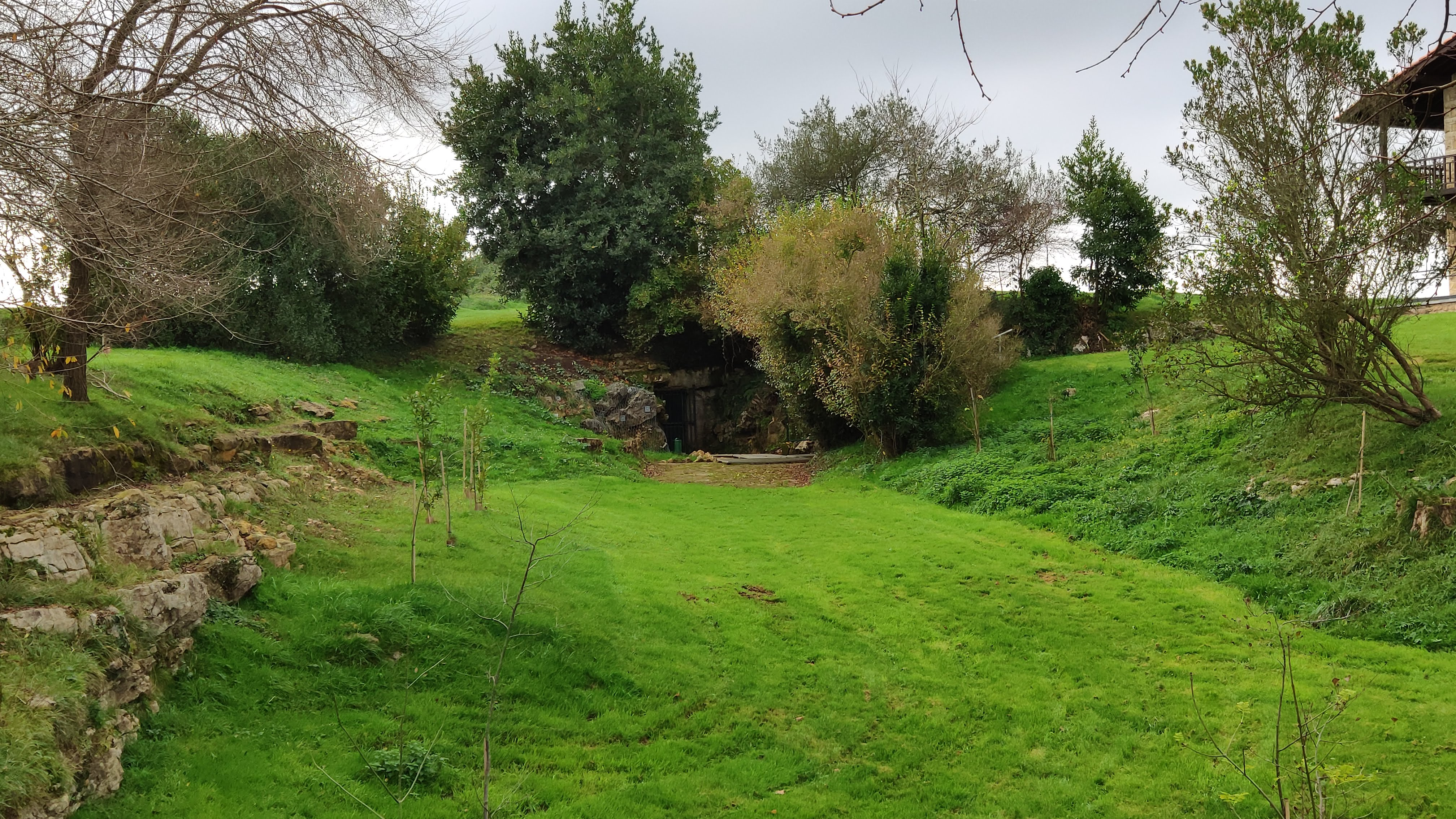
Entrada a la cueva de Altamira entre el conjunto de árboles y arbustos del fondo.

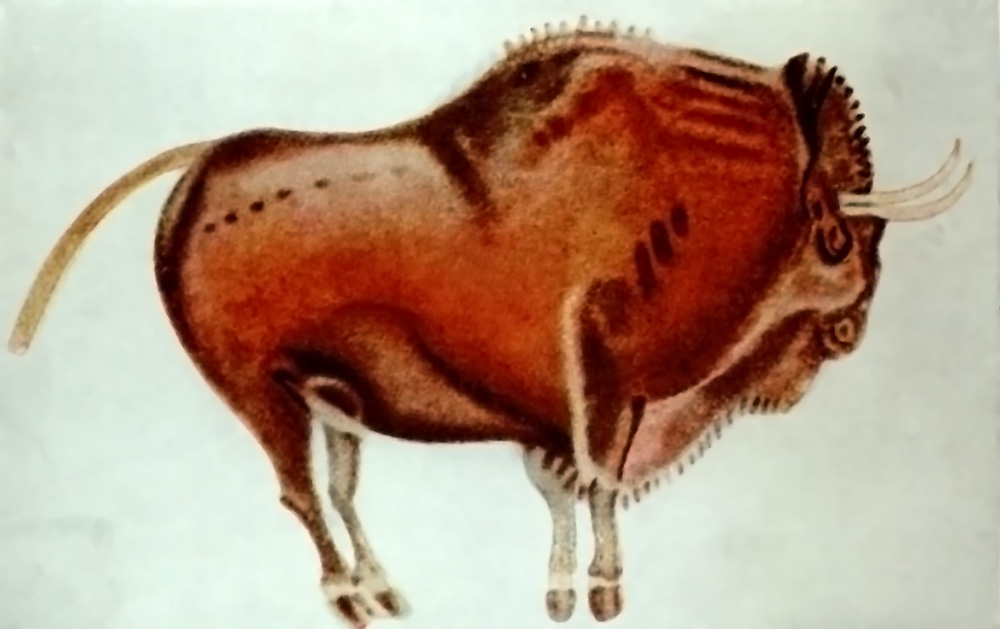
Bisonte de la cueva de Altamira.

Modesto Cubillas Pérez (Celorio, Asturias, 15 de junio de 1820 - después de 1881), fue un tejero español de origen asturiano, radicado en Cantabria, que descubrió la cueva de Altamira hacia 1868.
En la partida de bautismo emitida por la Parroquia de El Salvador de Celorio(concejo de Llanes, Asturias), Modesto Cubillas aparece registrado como Modesto Cobielles Pérez, nacido el 15 de junio de 1820 en el pueblo de Celorio. Aunque era tejero de profesión, por encargo de Marcelino Sanz de Sautuola realizó diversos trabajos en fincas de su propiedad, tales como una poda de árboles efectuada en 1861. En 1882 figuraba aún como rentero suyo de unos terrenos de praderío. 
Modesto Cubillas descubrió la cueva de Altamira de forma casual en torno a 1868, al adentrarse en ella un perro de su propiedad mientras cazaba. Sabedor de que Marcelino Sanz de Sautuola se interesaba por estas cosas, le comunicó el hallazgo de aquella cavidad cubierta por la maleza.
Hay noticia de que en septiembre de 1881 dirigió un escrito al rey Alfonso XII, pocos días después de la visita de este a Santillana del Mar y a la cueva. En él se dice «labrador pobre» vecino de Puente Avíos, del Ayuntamiento de Ongayo (Cantabria), manifestando que, si la cueva tiene o no algún mérito, él fue «el primero que la vio en la edad presente», y solicitando algún socorro si se le considera merecedor de ello.